# Пихтовый трухляк
Пихтовый трухляк (Pytho abieticola) — вид жесткокрылых насекомых из семейства трухляков (Pythidae). Жуки обитают в бореальных лесах. Живут в основном внутри валежин обыкновенной ели (Picea abies); в валежинах других хвойных, представителей родов пихта (Abies) и сосна (Pinus), они отмечаются реже, чем в обыкновенной ели.
Длина тела имаго 7—10 мм. Сверху имаго чёрные; ноги рыжие; у самок бёдра тёмные. Верхняя губа в 2,5 раза шире своей длины, с выемчатым передним краем. Основание надкрылий почти прямое.
Личинка в длину достигает 18—28 мм.